# Mûr-de-Bretagne
Mûr-de-Bretagne (bretonisch: Mur) ist eine ehemalige französische Gemeinde mit zuletzt 2017 Einwohnern (Stand: 1. Januar 2016) im Département Côtes-d’Armor in der Region Bretagne. Mûr-de-Bretagne ist ein Ortsteil der Gemeinde Guerlédan.

## Geografie
Mûr-de-Bretagne liegt im Nordwesten Frankreichs, etwa auf halbem Weg zwischen Brest und Rennes und etwa 45 Kilometer südwestlich der Ärmelkanalküste bei Saint-Brieuc.

## Geschichte
Es finden sich Überreste megalithischer Gräber, was auf eine Besiedelung im Neolithikum hindeutet. 
Aus der Römerzeit sind zwei Straßen in ihrem Verlauf erhalten geblieben. Damals gab es um den Ort herum ein riesiges Waldgebiet, von dem heute fast nichts mehr erhalten ist. 
Das Dorf gehörte zunächst zu dem Herrenhaus Cornouaille, später hieß die Grundbesitzer-Familie Rivière. Sie starb gegen Ende des 15. Jahrhunderts aus.
Die Gemeinde Mûr-de-Bretagne schloss sich am 1. Januar 2017 mit Saint-Guen als Commune déléguée zur neuen Commune nouvelle Guerlédan zusammen.

### Bevölkerungsentwicklung
| Jahr                       | 1962 | 1968 | 1975 | 1982 | 1990 | 1999 | 2005 | 2014 |
| Einwohner                  | 2125 | 2075 | 2105 | 2091 | 2049 | 2090 | 2084 | 2049 |
| Quellen: Cassini und INSEE |      |      |      |      |      |      |      |      |

## Baudenkmäler
Siehe: Liste der Monuments historiques in Guerlédan

## Radsport
Die Ortschaft Mûr-de-Bretagne erlangte durch Zielankünfte bei der Tour de France größere Bekanntheit. Einen besonderen Stellenwert nimmt dabei die D767 ein, die in nördlicher Richtung auf die Côte de Menez-Hiez führt. Der Anstieg, der umgangssprachlich als Mûr-de-Bretagne bezeichnet wird, weist dabei auf einer Länge von zwei Kilometern eine durchschnittliche Steigung von 6,9 % auf, wobei im unteren Abschnitt Rampen von bis zu 15 % befahren werden müssen. Der erste Kilometer steigt auf einer breiten und geraden Straße mit rund 10 % an, ehe die Straße auf dem zweiten Kilometer zusehends abflacht und nach einer langgezogenen Rechts-Links-Kurve zum Zielbereich führt. Dieser befindet sich auf einer Höhe von 293 Metern.
Die Mûr-de-Bretagne gilt als bekanntester Radsport-Anstieg der Bretagne. Sie stand bereits im Programm zahlreicher Radsportveranstaltungen und wurde unter anderen Rennen auch von der Tour de Bretagne und Kreiz Breizh Elites befahren. Auch die Tour de l’Avenir führte bereits über den kurzen, aber steilen Anstieg. International rückte die Mûr-de-Bretagne erstmals im Jahr 1938 durch das Rennen Manche–Océan in den Mittelpunkt, das als Einzelzeitfahren über zahlreiche Hügel der Bretagne führte. Die Mûr-de-Bretagne bildete damals zur Hälfte der Renndistanz das Herzstück der Streckenführung. Bekannte Fahrer wie Charly Gaul und Tom Simpson bezeichneten das Rennen als „Wahnsinn“, da es sehr schwierig war seine Kräfte auf den vielen Anstiegen richtig einzuteilen. Im Jahr 1938 führte auch die Tour de France erstmals über die Mûr-de-Bretagne.

### Tour de France
Nachdem die Tour de France ab dem Jahr 1932 nur noch in den östlichen Teil der Bretagne geführt hatte, drang das Rennen im Jahr 1938 wieder tiefer in das nordwestlichste Département Frankreichs vor. Die neue Streckenführung in der Bretagne war nicht zuletzt auf das Rennen Manche–Océan zurückzuführen, dass zwei Wochen zuvor von der Konkurrenz Zeitschrift Paris-Soir in eben dieser Region veranstaltet worden war. Die Journalisten der L’Auto versprachen daraufhin eine Achterbahnfahrt über die Hügel Zentralbritanniens, die ungewöhnlich hohe Steigungsprozente aufwiesen. Auch der Anstieg von Mûr-de-Bretagne war Teil der 3. Etappe, wobei er bereits nach rund 50 Kilometern der mehr als 230 Kilometer langen Etappe passiert wurde, die von Saint-Brieuc nach Nantes führte. Das versprochene Spektakel blieb jedoch aus und der Anstieg kehrte im Jahr 1939, der letzten Austragung vor dem Zweiten Weltkrieg, nicht ins Programm der Frankreich-Rundfahrt zurück.
Nach dem Zweiten Weltkrieg kehrte Mûr-de-Bretagne im Jahr 1947 im Rahmen des längsten Einzelzeitfahrens der Tour de France Geschichte ins Programm der Frankreich-Rundfahrt zurück. Damals führte die 19. Etappe über 139 Kilometer von Vannes nach Saint-Brieuc, wobei der Anstieg von Mûr-de-Bretagne unter dem Namen Côte de Menez-Hiez nach 69,5 Kilometern überquert wurde. Wenige Tage vor dem Ende der 34. Austragung büßte der gesamtführende René Vietto im langen Einzelzeitfahren fast 15 Minuten auf den Etappensieger Raymond Impanis ein und verlor rund 10 Minuten auf den Franzosen Jean Robic, der auf den dritten Gesamtrang vorrückte. Der Italiener Pierre Brambilla übernahm an jenem Tag das Gelbe Trikot von seinem Landsmann und galt im Vorfeld der letzten beiden Etappen als Favorit auf den Gesamtsieg. Auf dem letzten Abschnitt zwischen Caen und Paris konnte sich Jean Robic jedoch gemeinsam mit Edouard Fachleitner von den restlichen Fahrern in den Hügeln um Rouen absetzten und sicherte sich somit am letzten Tag seinen einzigen Gesamtsieg bei Tour de France.
Trotz des großen Einflusses im Jahr 1947 dauerte es 30 Jahre, bis der Anstieg von Mûr-de-Bretagne im Jahr 1977 ins Programm der Tour de France zurückkehrte. Im Rahmen der 9. Etappe, die zwischen Lorient und Rennes ausgetragen wurde, wurde zudem erstmals eine Bergwertung auf der Côte de Mûr-de-Bretagne abgenommen. Sie wurde damals als Anstieg der 3. Kategorie klassifiziert und in der frühen Rennphase überquert. Mit Lucien Van Impe führte damals ein Belgier über die Kuppe der Steigung. In den nachfolgenden Jahren stand der Anstieg nicht im Programm der Tour de France, obwohl die Rundfahrt im Jahr 1985 im nahegelegenen Plumelec gestartet wurde. Die vierte Überquerung folgte im Jahr 1993, ehe die Auffahrt auch in den Austragungen der Jahre 2004, 2006 und 2008 genutzt wurde. Da die Steigung in jenen Jahren jedoch weit vom Ziel entfernt bezwungen wurde, wirkte sie sich kaum auf den Rennverlauf aus.
Die Bedeutung des Anstiegs änderte sich im Jahr 2011 als erstmals eine Bergankunft auf der Côte de Menez-Hiez stattfand. Im Bestreben die eintönigen Sprint-Etappen der Bretagne aufzulockern, suchten die Organisatoren der Tour de France nach anspruchsvollen Alternativen, wobei sie zunächst den Ménez Quelc'h in der Gemeinde Châteaulin ins Auge fassten. Aufgrund der strengen Tier- und Pflanzenschutz Vorgaben, wurden diese Pläne jedoch verworfen und der Anstieg von Mûr-de-Bretagne als "Plan B" herangezogen. Bei der der Streckenpräsentation wurde die kleine Bergankunft unter dem Namen Mûr-de-Bretagne präsentiert, womit der Anstieg seit jenem Zeitpunkt den gleichen Namen wie die Ortschaft trägt. Am 5. Juli 2011 fand die erste Zielankunft im Rahmen der 4. Etappe auf der Mûr-de-Bretagne statt, wobei die Schlusssteigung zu einer ersten Selektion im Gesamtklassement führte. Als Etappensieger ging der Australier Cadel Evans hervor, der sich im bergauf Sprint knapp vor dem Spanier Alberto Contador durchsetzte. Im Ziel wurden neun Fahrer mit derselben Zeit gewertet, wobei der Norweger Thor Hushovd das Gelbe Trikot verteidigte. Die erste Bergankunft auf der Mûr-de-Bretagne wurde von der Presse als Erfolg angesehen, da sich gezeigt hatte, dass auch bekannte Gesamtklassement-Fahrer wie der Titelverteidiger Andy Schleck in den Hügeln der Bretagne Zeit verlieren konnten. Die zweite Bergankunft auf der Mûr-de-Bretagne gewann der Franzose Alexis Vuillermoz im Jahr 2015, nachdem er sich auf den letzten 700 Metern von den Favoriten lösen konnte. Die Selektivität des Schlussanstiegs zeigte sich erneut, da der Titelverteidiger Vincenzo Nibali wertvolle Sekunden auf die anderen Gesamtklassement-Fahrer verlor.
In den Jahren 2018 und 2021 musste die Mûr-de-Bretagne im Finale jeweils zweimal befahren werden, wobei sie erneut als Zielankunft diente. Im Jahr 2018 wirkte sich die doppelte Auffahrt jedoch nicht auf des Renngeschehen aus. Der Lette Toms Skujiņš führte über die erste Bergwertung, ehe der Ire Daniel Martin die Zielankunft nach einem frühen Angriff in der Schlussauffahrt als Solist gewann. Die wohl bekannteste Begebenheit auf der Mûr-de-Bretagne ereignete sich bei der bislang letzten Befahrung im Jahr 2021, als Mathieu van der Poel beide Bergwertungen für sich entschied und das Gelbe Trikot übernahm. Nachdem der Niederländer bei der Auftaktetappe wertvolle Sekunden auf den Gesamtführenden Julian Alaphilippe verloren hatte, ging er bei der 2. Etappe mit einem Rückstand von 18 Sekunden an den Start. In der ersten Auffahrt der Mûr-de-Bretagne griff er rund 20 Kilometer vor dem Ziel zum ersten Mal an und sicherte sich acht Bonussekunden, die zum ersten Mal auf dem Anstieg vergeben wurden. Im Anschluss ließ er sich wieder vom Peloton einholen, ehe er in der Schlussauffahrt rund 800 Meter vor dem Ziel erneut antrat und das Ziel mit einem Vorsprung von sechs Sekunden als Sieger erreichte. Aufgrund von zehn weiteren Bonifikationssekunden übernahm er das Gelbe Trikot, das er erst auf der 8. Etappe abgegeben musste. Seinen ersten Tour-de-France-Etappensieg widmete er seinem verstorbenen Großvater Raymond Poulidor, der die Tour de France acht Mal auf dem Podium beendet hatte, ohne jemals das Gelbe Trikot getragen zu haben.
Im Jahr 2025 kehrte die Mûr-de-Bretagne als Bergankunft im Rahmen der 7. Etappe ins Programm der Tour de France. Der Anstieg wurde im Finale erneut zwei Mal befahren. Nachdem sich der Franzose Ewen Costiou die meisten Punkte der bei der ersten Überfahrt gesichert hatte, gewann Tadej Pogačar die Etappe im Bergauf-Sprint vor Jonas Vingegaard.
| Jahr  | Etappe    | Bergwertung  | Fahrer               |
| ----- | --------- | ------------ | -------------------- |
| 1977  | 9. Etappe | 3. Kategorie | Lucien Van Impe      |
| 1993  | 3. Etappe | 3. Kategorie | Laurent Desbiens     |
| 2004  | 8. Etappe | 3. Kategorie | Ronny Scholz         |
| 2006  | 8. Etappe | 3. Kategorie | Sylvain Calzati      |
| 2008  | 2. Etappe | 3. Kategorie | Sylvain Chavanel     |
| 2011* | 4. Etappe | 3. Kategorie | Cadel Evans          |
| 2015* | 8. Etappe | 3. Kategorie | Alexis Vuillermoz    |
| 2018* | 6. Etappe | 3. Kategorie | Toms Skujiņš         |
| 2018* | 6. Etappe | 3. Kategorie | Daniel Martin        |
| 2021* | 2. Etappe | 3. Kategorie | Mathieu van der Poel |
| 2021* | 2. Etappe | 3. Kategorie | Mathieu van der Poel |
| 2025* | 7. Etappe | 3. Kategorie | Ewen Costiou         |
| 2025* | 7. Etappe | 3. Kategorie | Tadej Pogačar        |

* Bergankunft